# Вибори до Бундестагу 1990
Вибори до Бундестагу (1990) — федеральні вибори в Німеччині відбулися 2 грудня 1990 року для обрання членів Бундестагу 12-го скликання. Це були перші загальнонімецькі вибори після показових нацистських виборів у квітні 1938 року, перші багатопартійні загальнонімецькі вибори з березня 1933 року, які відбулися після захоплення нацистами влади та піддалися широкомасштабному придушенню, а також перші вільні та справедливі загальнонімецькі вибори з листопада 1932 року. Результатом стала повна перемога правлячої коаліції Християнсько-демократичного союзу / Християнсько-соціального союзу та Вільної демократичної партії (ВДП), яка була переобрана на третій термін. Другий результат голосування ХДС/ХСС, 20 358 096 голосів, залишається найвищим за всю історію підрахунку голосів на демократичних виборах у Німеччині.
Ці вибори стали першими з 1957 року, коли партія, окрім ХДС/ХСС і Соціал-демократичної партії (СДПН), виграла місце у виборчому окрузі, і вперше (і єдиний) раз з 1957 року, коли ВДП отримала місце у виборчому окрузі (Галле).

## Кампанія
Це були перші вибори після возз'єднання Німеччини, яке відбулося 3 жовтня. Раніше Народне віче обрало 144 своїх членів, які потім були кооптовані як члени німецького Бундестагу та служили до кінця 11-го Бундестагу.
Майже 150 місць було додано для представлення відновлених східних земель Німеччини без зменшення кількості західних членів. Ейфорія, що виникла після об’єднання, дала правлячій коаліції ХДС/ХСС–ВДП вражаючу перевагу як у Західній, так і в Східній Німеччині протягом усієї кампанії.
Це були єдині вибори, на яких 5%-й бар’єр застосовувався не по всій країні, а окремо для колишньої Східної Німеччини (включаючи Східний Берлін) і колишньої Західної Німеччини (включаючи Західний Берлін). У результаті, хоча Західні Зелені не отримали представництва, їхній ідеологічно схожий Східний Альянс 90 отримав, коли обидва об’єдналися, щоб сформувати Альянс 90/Зелені в 1993 році. Загальна кількість голосів обох списків становить понад 5%, але оскільки два списки не об’єдналися до 1993 року, це не давало права східнонімецькій партії мати жодного обраного члена з колишньої Західної Німеччини, на відміну від ПДС, якій вдалося обрати Улла Єлпке.
Німецький соціальний союз (DSU) під керівництвом Hansjoachim Walther, права партія, створена за зразком баварської CSU, яка балотується лише в колишній Східній Німеччині, не змогла досягти окремого 5%-го бар’єру, отримавши лише близько 1% голосів у східних землях., переважно на півд.-сх. Як частина коопції, DSU раніше мав вісім членів Бундестагу, які засідали як гості в фракції ХДС/ХСС. ХСС, який намагався переконати ХДС відмовитися від виборів у кількох одномандатних округах, щоб дати можливість ДСС пройти до Бундестагу без 5% бар’єру, розірвав свої зв’язки в 1993 році, і партія втратила актуальність.

## Результати
Усі цифри змін відносяться до колишнього західнонімецького бундестагу.

Результати місць – SPD червоним, об’єднані Greens зеленим, PDS фіолетовим, FDP жовтим, CDU/CSU чорним

Розподіл крісел за партіями

Переможці за одномандатним округом – СДПН червоним, ПДС фіолетовим, ВДП жовтим, ХДС/ХСС чорним

### Результати за землями
Друге голосування (Zweitstimme, або голоси за партійний список)
| Земля                        | CDU/CSU          | SPD  | FDP  | Grüne | PDS  | REP | Others |     |     |
| ---------------------------- | ---------------- | ---- | ---- | ----- | ---- | --- | ------ | --- | --- |
| Земля                        | Баден-Вюртемберг | 46.5 | 29.1 | 12.3  | 5.7  | 0.3 | Others | 3.2 | 2.9 |
| Баварія                      | 51.9             | 26.7 | 8.7  | 4.6   | 0.2  | 5.0 | 2.9    |     |     |
| Берлін                       | 39.4             | 30.6 | 9.1  | 7.2   | 9.7  | 2.5 | 0.7    |     |     |
| Бранденбург                  | 36.3             | 32.9 | 9.7  | 6.6   | 11.0 | 1.7 | 1.8    |     |     |
| Бремен                       | 30.9             | 42.5 | 12.8 | 8.3   | 1.1  | 2.1 | 2.3    |     |     |
| Гамбург                      | 36.6             | 41.0 | 12.0 | 5.8   | 1.1  | 1.7 | 1.8    |     |     |
| Гессен                       | 41.3             | 38.0 | 10.9 | 5.6   | 0.4  | 2.1 | 1.7    |     |     |
| Нижня Саксонія               | 44.3             | 38.4 | 10.3 | 4.5   | 0.3  | 1.0 | 1.2    |     |     |
| Мекленбург-Передня Померанія | 41.2             | 26.5 | 9.1  | 5.9   | 14.2 | 1.4 | 1.7    |     |     |
| Північний Рейн-Вестфалія     | 40.5             | 41.1 | 11.0 | 4.3   | 0.3  | 1.3 | 1.5    |     |     |
| Рейнланд-Пфальц              | 45.6             | 36.1 | 10.4 | 4.0   | 0.2  | 1.7 | 2.0    |     |     |
| Саар                         | 38.1             | 51.2 | 6.0  | 2.3   | 0.2  | 0.9 | 1.3    |     |     |
| Саксонія                     | 49.5             | 18.2 | 12.4 | 5.9   | 9.0  | 1.2 | 3.8    |     |     |
| Саксонія-Ангальт             | 38.6             | 24.7 | 19.7 | 5.3   | 9.4  | 1.0 | 1.3    |     |     |
| Шлезвіг-Гольштейн            | 43.5             | 38.5 | 11.4 | 4.0   | 0.3  | 1.2 | 1.1    |     |     |
| Тюрингія                     | 45.2             | 21.9 | 14.6 | 6.1   | 8.3  | 1.2 | 2.7    |     |     |
|                              |                  |      |      |       |      |     |        |     |     |
| Old states (West)            | 44.3             | 35.7 | 10.6 | 4.8   | 0.3  | 2.3 | 2.0    |     |     |
| New states (East)            | 41.8             | 24.3 | 12.9 | 6.2   | 11.1 | 1.5 | 2.3    |     |     |

#### Округові місця
| Земля                        | Всього місць | Виграні місця    | Виграні місця | Виграні місця | Виграні місця | Виграні місця |  |  |
| Земля                        | Всього місць | ХДС              | СПД           | ХСС           | FDP           | PDS           |  |  |
| ---------------------------- | ------------ | ---------------- | ------------- | ------------- | ------------- | ------------- |  |  |
| Земля                        | Всього місць | Баден-Вюртемберг | 37            | 36            | 1             |               |  |  |
| Баварія                      | 45           |                  | 2             | 43            |               |               |  |  |
| Берлін                       | 13           | 8                | 4             |               |               | 1             |  |  |
| Бранденбург                  | 12           | 7                | 5             |               |               |               |  |  |
| Бремен                       | 3            |                  | 3             |               |               |               |  |  |
| Гамбург                      | 7            | 1                | 6             |               |               |               |  |  |
| Гессен                       | 22           | 13               | 9             |               |               |               |  |  |
| Нижня Саксонія               | 31           | 20               | 11            |               |               |               |  |  |
| Мекленбург-Передня Померанія | 9            | 8                | 1             |               |               |               |  |  |
| Північний Рейн-Вестфалія     | 71           | 33               | 38            |               |               |               |  |  |
| Рейнланд-Пфальц              | 16           | 12               | 4             |               |               |               |  |  |
| Саар                         | 5            |                  | 5             |               |               |               |  |  |
| Саксонія                     | 21           | 21               |               |               |               |               |  |  |
| Саксонія-Ангальт             | 13           | 12               |               |               | 1             |               |  |  |
| Шлезвіг-Гольштейн            | 11           | 9                | 2             |               |               |               |  |  |
| Тюрингія                     | 12           | 12               |               |               |               |               |  |  |
| Всього                       | 328          | 192              | 91            | 43            | 1             | 1             |  |  |

#### Список місць
| Держава                      | Всього місць | Виграні місця    | Виграні місця | Виграні місця | Виграні місця | Виграні місця | Виграні місця |  |  |
| Держава                      | Всього місць | СПД              | FDP           | ХДС           | PDS           | ХСС           | B90/Гр.       |  |  |
| ---------------------------- | ------------ | ---------------- | ------------- | ------------- | ------------- | ------------- | ------------- |  |  |
| Держава                      | Всього місць | Баден-Вюртемберг | 36            | 23            | 10            | 3             |               |  |  |
| Баварія                      | 41           | 24               | 9             |               |               | 8             |               |  |  |
| Берлін                       | 15           | 5                | 3             | 4             | 2             |               | 1             |  |  |
| Бранденбург                  | 10           | 2                | 2             | 1             | 3             |               | 2             |  |  |
| Бремен                       | 3            |                  | 1             | 2             |               |               |               |  |  |
| Гамбург                      | 7            |                  | 2             | 5             |               |               |               |  |  |
| Гессен                       | 26           | 11               | 6             | 9             |               |               |               |  |  |
| Нижня Саксонія               | 34           | 16               | 7             | 11            |               |               |               |  |  |
| Мекленбург-Передня Померанія | 7            | 3                | 1             |               | 2             |               | 1             |  |  |
| Північний Рейн-Вестфалія     | 75           | 27               | 17            | 30            | 1             |               |               |  |  |
| Рейнланд-Пфальц              | 18           | 9                | 4             | 5             |               |               |               |  |  |
| Саар                         | 6            | 1                | 1             | 4             |               |               |               |  |  |
| Саксонія                     | 19           | 8                | 5             |               | 4             |               | 2             |  |  |
| Саксонія-Ангальт             | 13           | 6                | 4             |               | 2             |               | 1             |  |  |
| Шлезвіг-Гольштейн            | 13           | 8                | 3             | 2             |               |               |               |  |  |
| Тюрингія                     | 11           | 5                | 3             |               | 2             |               | 1             |  |  |
| Всього                       | 334          | 148              | 78            | 76            | 16            | 8             | 8             |  |  |

## Після виборів
Правляча коаліція ХДС/ХСС-ВДП була повернута до влади з переконливою більшістю, а Гельмут Коль залишився канцлером. ХДС надзвичайно успішно діяв у колишній Східній Німеччині, яка була центром СДПН до епохи нацизму.